# Morti nel 1232
| Questa pagina contiene informazioni ricavate automaticamente dalle voci biografiche con l'ausilio del template Bio e di un bot. L'aggiornamento è periodico e automatico e ricostruisce completamente la pagina. Se manca una persona in questa lista, sei pregato di non aggiungerla, ma accertati piuttosto che la sua voce biografica contenga il template Bio e che i dati anagrafici siano correttamente compilati. Se il template Bio manca, inseriscilo tu stesso o, in alternativa, metti l'avviso {{tmp\|Bio}} che ne segnala la mancanza. Se i dati riportati sono sbagliati, correggi direttamente la voce biografica; le modifiche saranno visibili in questa lista entro pochi giorni. Per chiarimenti vedi il progetto biografie. La lista contiene solo le 13 persone che sono citate nell'enciclopedia e per le quali è stato implementato correttamente il template Bio. Pagina aggiornata al 26 apr 2025. |

- 28 gennaio - Pierre de Montaigu, cavaliere medievale francese
- 10 aprile - Rodolfo il Vecchio, conte (n. 1168)
- 18 luglio - Giovanni de Braose, nobile britannico
- 15 ottobre - Alberto I di Käfernburg, arcivescovo cattolico tedesco
- 17 ottobre - Abu l-'Ala Idris al-Ma'mun, califfo berbero (n. 1186)
- 26 ottobre - Ranulph de Blondeville, nobile normanno
- 24 novembre - Balsamo, abate italiano
- Mariano II di Torres
- Nasu no Yoichi, militare giapponese (n. 1169)
- Gerardo Oscasali, vescovo cattolico italiano
- Tolui, generale mongolo
- Bentivoglio de Bonis, presbitero italiano (n. 1188)
- Alasia del Monferrato, nobildonna (n. 1150)